# Gorálok (népcsoport)

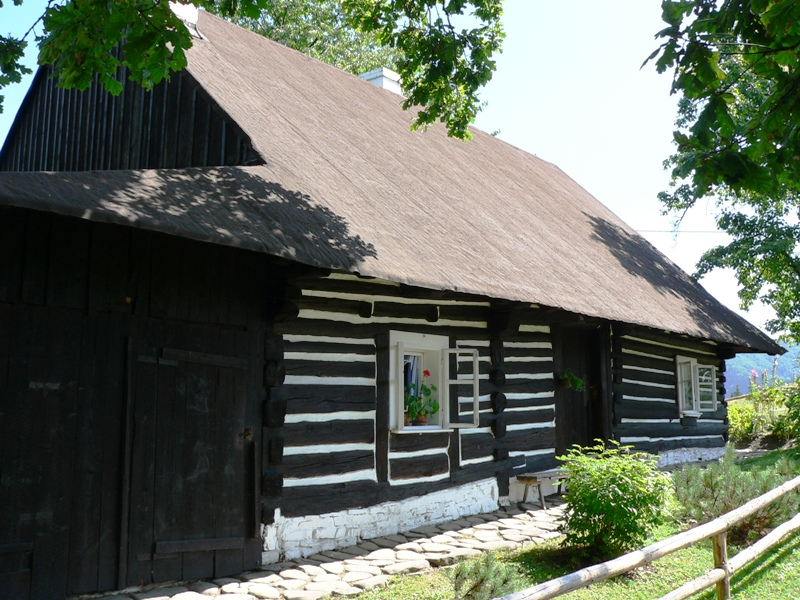
Hagyományos gurál ház

A gorálok vagy gurálok, górálok (lengyelül Górale, szlovákul Gorali – a lengyel góra, „hegy” jelentésű szóból) egy, a lengyel–szlovák határon élő nyugati szláv népcsoport. Több mint 95%-uk lengyel, csak néhányan vallják magukat szlováknak.[forrás?]

## Életük

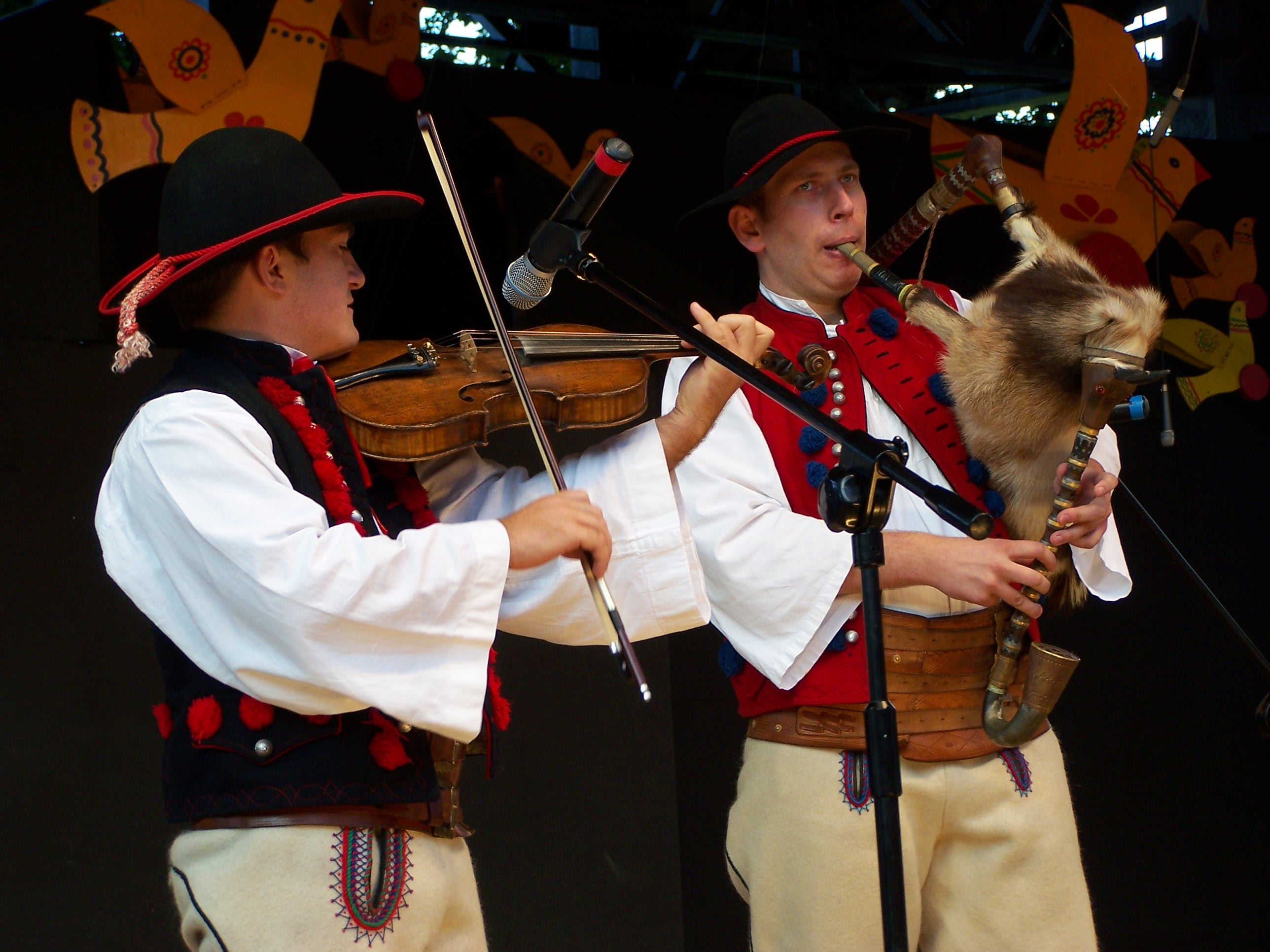
Zenészek gorál népviseletben

A gorálok a Magas-Tátra és a Beszkidek vidékén élnek, nagyobbrészt Lengyelország területén, a Podhale és a Pieniny régióban. Főbb városaik: Nowy Targ, Zakopane, Żywiec. Számukat nagyjából kétszázezerre teszik.
A népcsoport tagjai hagyományosan elsősorban földművelésből, pásztorkodásból és sajtkészítésből élnek, manapság viszont egyre többen dolgoznak az idegenforgalomban, a vendéglátásban. Nevezetesek tutajosaik, akik a Dunajecen tevékenykednek.
A gorálit, egy lengyel–szlovák átmeneti dialektust beszélik, népszokásaikat és népviseletüket a mai napig megőrizték. A gurál minták fő színe – fehér alapon – a piros és a zöld, hagyományos ruhájuk alapanyaga az abaposztó. A női öltözet jellemzője a nagy virágmintákkal díszített szoknya és a hímzett fűző, a férfi népviselet nemeznadrágból, széles, bőrből készült övből, fehér ingből és fekete kalapból áll.
Fafaragó művészetük híres; a Magas-Tátrában számos gyönyörűen díszített, fából készült házat, kaput és templomot találni. A Zakopanétól nyugatra található Chochołów faluban még ma is nagyjából harminc gurál műemlékház áll. A gorál épületek gerendákból vagy fél rönkökből épültek, alapjuk kő, meredek tetejüket fazsindely borítja. A házak építésekor nem használtak fémszögeket vagy -csavarokat az építőanyag összeillesztéséhez, rögzítéséhez. Mai napig élő hagyomány, hogy a házakat kívülről évente többször lesúrolják szappanos vízzel és rizskefével, hogy tiszták legyenek.
Kultúrájuk, életük, életformájuk egyik leglelkesebb kutatója Józef Tischner (1931–2000) lengyel teológus és filozófus volt, aki élete egyik fő céljának tekintette a „guráli gondolat” megfogalmazását és megőrzését.

## Goralenvolk
Lengyelország 1939-es megszállásakor a németek megpróbálták a gurálokat kiszakítani a lengyelek közül, hogy megosszák az ország lakosságát. A németek a gurálokat egyfajta elszlávosodott germán népcsoportnak (Goralenvolk) tekintették. A kollaboránsokból megalakult a németekkel együttműködő Goralenverein, amelynek irányítója a korábbi parasztpárti vezető, Wacław Krzeptowski lett. 1940-ben a podhalei lakosok választhattak: lengyel vagy gurál személyazonossági iratokat kérnek. Ez utóbbival különböző előnyök jártak, mégis csak a gorálok 18 százaléka, nagyjából 27 ezer ember kérte a dokumentum kiállítását.

## Érdekesség
A Giewont hegy gerince északi irányból olyannak tűnik, mint egy fekvő ember oldalnézetből. A monda szerint egy óriási lovag alvó, sziklába dermedt teste az. A legenda úgy tartja, hogy ha a hegyvidéken lakó gurálokat nagy veszély fenyegeti, akkor a lovag felébred, és a segítségükre siet.